# Inezia caudata
Az Inezia caudata a madarak (Aves) osztályának verébalakúak (Passeriformes) rendjébe és a királygébicsfélék (Tyrannidae) családjába tartozó faj.

## Rendszerezése
A fajt Osbert Salvin angol ornitológus írta le 1897-ben, a Capsiempis nembe Capsiempis caudata néven.

## Alfajai
- Inezia caudata caudata (Salvin, 1897)
- Inezia caudata intermedia Cory, 1913[2]

## Előfordulása
Dél-Amerika északi részén, Brazília, Kolumbia, Francia Guyana, Guyana, Suriname és Venezuela területén honos. Természetes élőhelyei a szubtrópusi és trópusi lombhullató erdők, mocsári erdők, mangroveerdők, síkvidéki esőerdők és nedves bokrosok. Állandó, nem vonuló faj.

## Megjelenése
Testhossza 12 centiméter, testtömege 7-8 gramm.

## Életmódja
Hangyákkal és pókokkal táplálkozik.

## Természetvédelmi helyzete
Az elterjedési területe nagyon nagy, egyedszáma pedig stabil. A Természetvédelmi Világszövetség Vörös listáján nem fenyegetett fajként szerepel.